# 戸水寛人

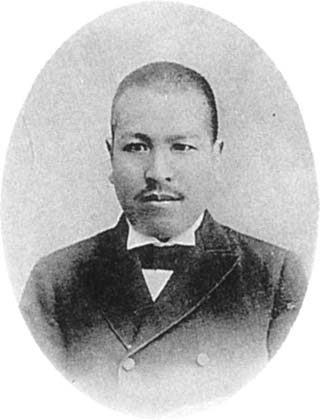
戸水寛人

戸水 寛人（とみず ひろんど、1861年8月1日（文久元年6月25日） - 1935年（昭和10年）1月20日）は、日本の法学者・政治家。学位は、法学博士。

## 略歴
加賀国石川郡金沢城下下本多町（現・石川県金沢市下本多町）出身。戸水義の長男。帝国大学法科大学（現・東大法学部）卒業後、ヨーロッパに留学。帰国後、1894年（明治27年）に帝国大学法科大学教授に就任。ローマ法、民法学が専攻。
1904年（明治37年）、日露戦争開戦時には富井政章らと「七博士意見書」を提出し、ロシア帝国へ武力侵攻しバイカル湖以東の東シベリア占領を強硬に主張。このことからバイカル博士と渾名されることになる。日露戦争末期の1905年（明治38年）に賠償金30億円と樺太・沿海州・カムチャッカ半島割譲を講和条件とするように主張。このため文部省は戸水を休職処分とするが、戸水は宮内省に金井延・寺尾亨と連名でポーツマス講和会議の拒否を上奏文として提出したため、山川健次郎総長の解任まで発展する（戸水事件）。帝国大学の教授の抗議により戸水は1906年（明治39年）1月に復職するものの、戸水の一連の行動は当時の国力を無視した煽動的なものであり、当時の戸水の発言や行動について、立花隆は「誇大妄想｣「夢想家｣と批判している。
1908年（明治41年）に第10回衆議院議員総選挙で戊申倶楽部から立候補し当選。翌年、戊申倶楽部を脱し井上敏夫、米田穣とともに立憲政友会に入党し、12月には帝大教授を退いた。その後は衆議院議員を通算5期務めながら弁護士を開業し、日本大学・早稲田大学・中央大学・専修大学などで教鞭を取った。
1914年（大正3年）、第一次世界大戦が勃発すると、折からの好景気に乗って数多くの企業発起に関わる。その際に、無価値に等しい株式を売りまくって「会社魔」と呼ばれた松島肇や、郵便局長の立場を利用して多額の収入印紙を横領して結果として損害を齎した津下精一と結託。このため対立する憲政会やマスコミから追及を受け、大正バブル期における証券詐欺や投機で悪名を残した。
1935年（昭和10年）1月10日夜、外出中に脳溢血で倒れ、その10日後に死亡した。

## 親族
- 松寺竹雄 - 弟。朝鮮総督府法務局長・朝鮮総督府高等法院検事長。

## 栄典
位階
- 1899年（明治32年）12月20日 - 正六位[6]
- 1910年（明治43年）1月31日 - 従四位[7]

勲章等
- 1903年（明治36年）12月26日 - 勲六等瑞宝章[8]